# Camil Fàbregas i Dalmau
Camil Fàbregas i Dalmau (Moyá, 1906 - Sabadell, 2003) fue un escultor y pintor español.
A partir de 1910, a la edad de 4 años, vivió en Sabadell. Estudió en la Escuela Industrial de Artes y Oficios, en la Escuela de la Lonja de Barcelona (1925-28), en la Grande Chaumière y en la École des Artes Appliqués de París, como también en Italia. A partir del 1945 se hizo amigo del escultor Manuel Hugué, con quién colaboró en sus últimas obras. Hizo varias obras en Sabadell, donde el 1971 le organizaron una exposición antológica.